# Enclisis ruficoxis
Enclisis ruficoxis là một loài tò vò trong họ Ichneumonidae.